# Ань Лушань

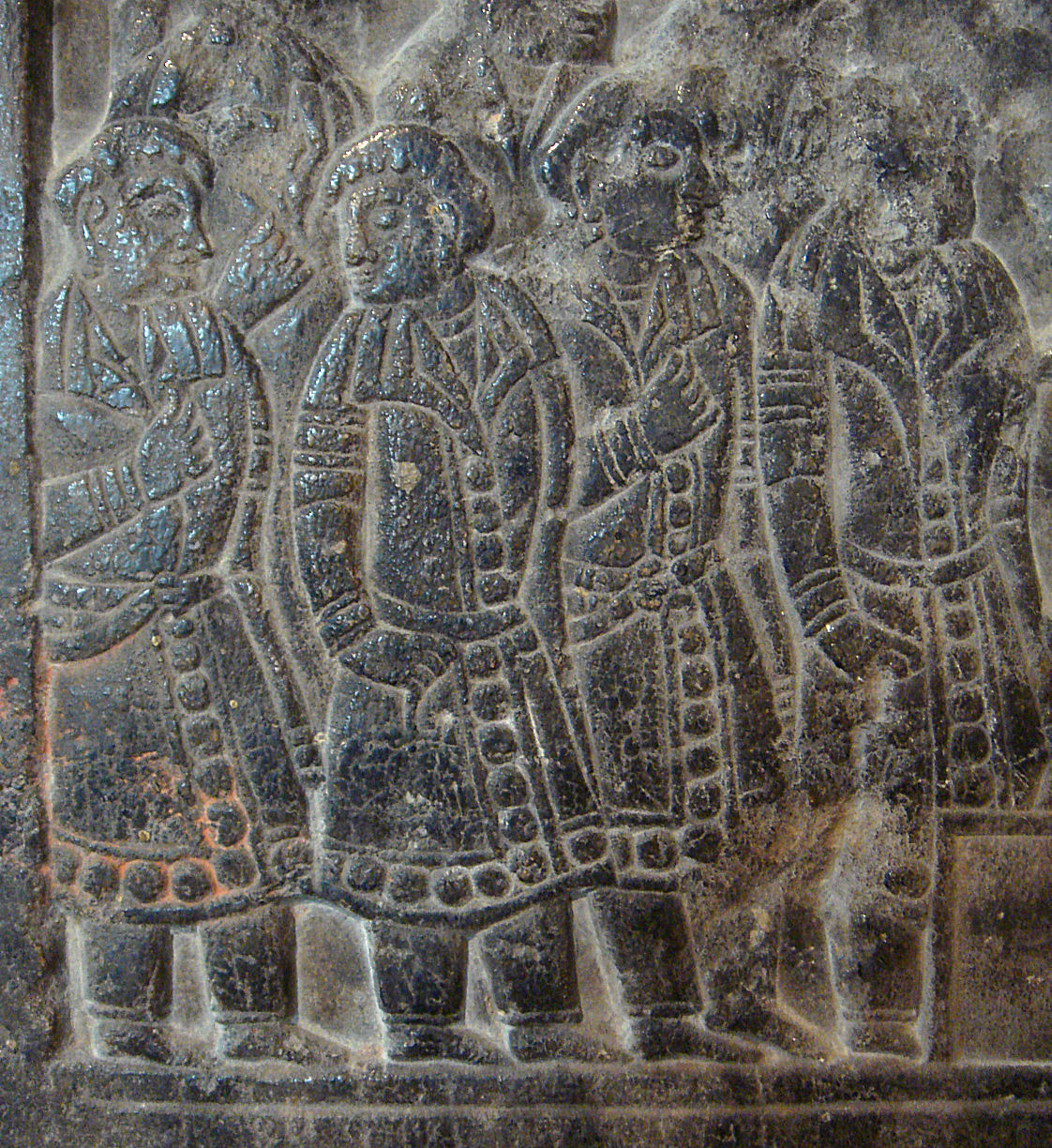
Согдийцы, изображенные на китайской стеле Северная Ци, около 567/573 гг.

Территория и провинции династии Тан в 742 году вместе с примерным расположением областей киданей и Си.

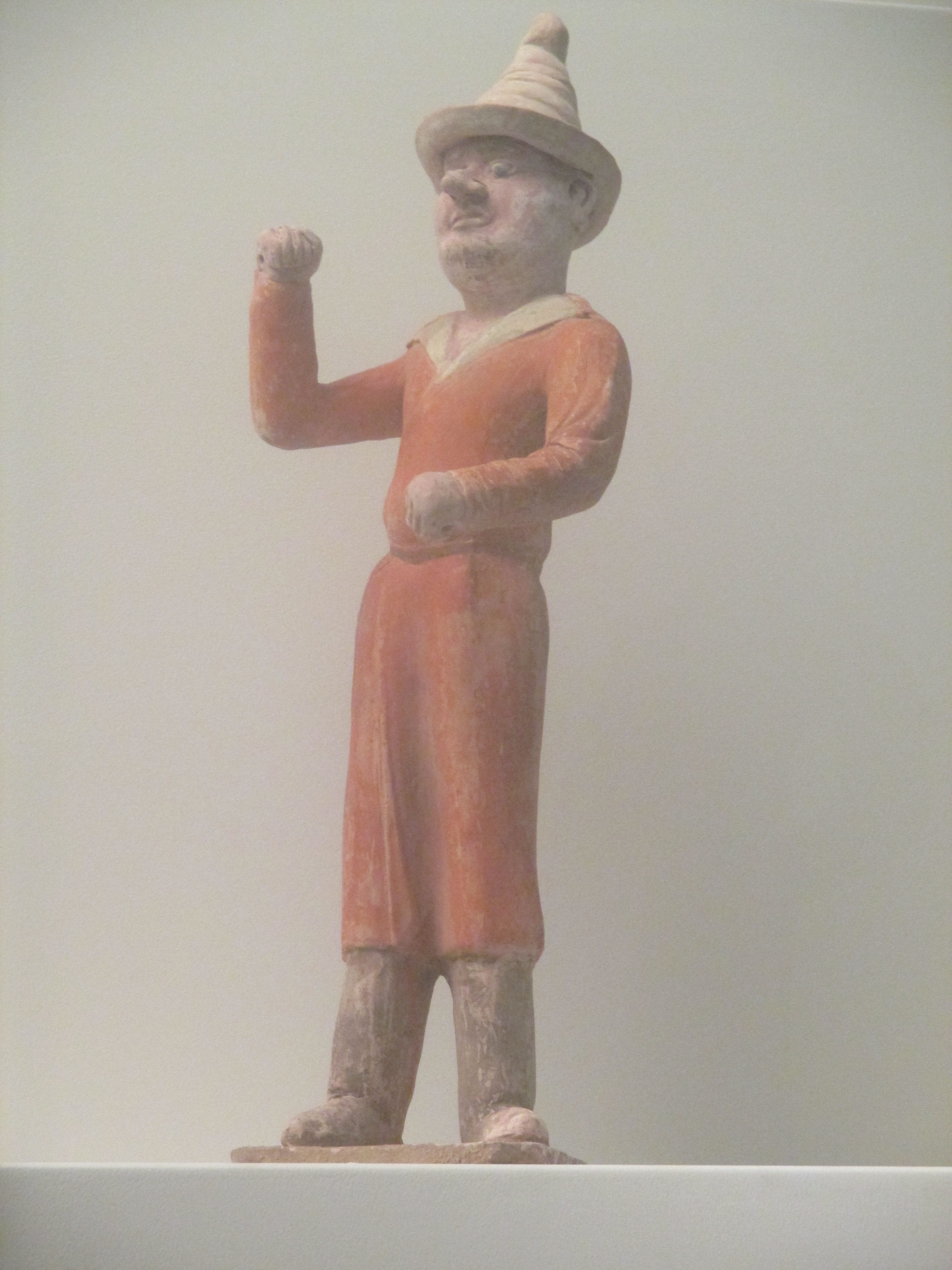
Танская китайская керамическая статуэтка согдийского купца

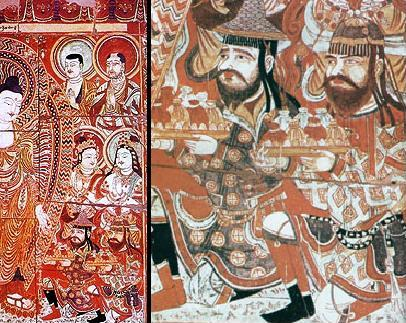
Согдийские купцы с буддийской фрески IX века в Безеклике, Синьцзян

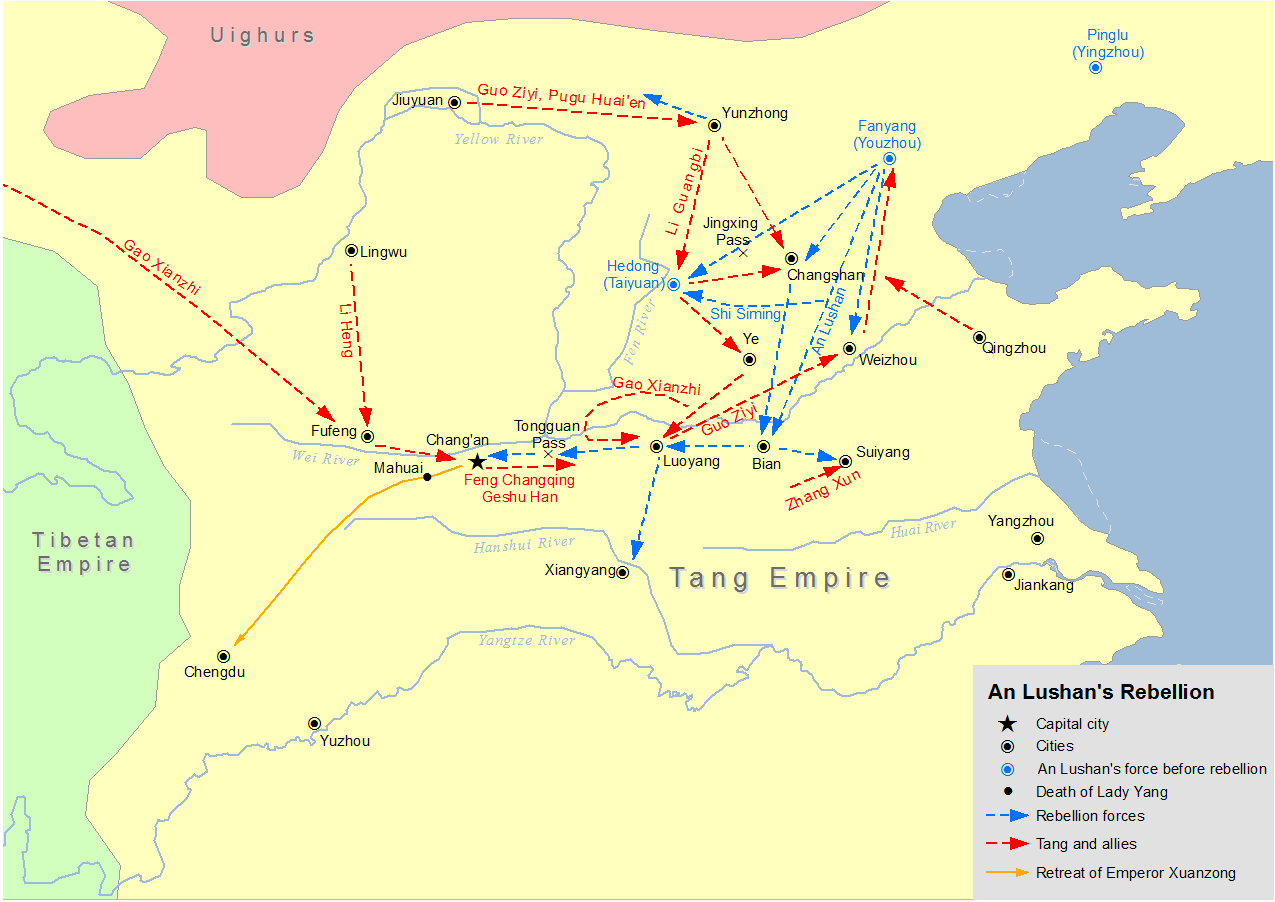
Карта восстания Ань Лушаня

Ань Лушань (согд. Roχšan, кит. трад. 安祿山, упр. 安禄山, пиньинь Ān Lùshān; ок. 703 — 29 января 757) — китайский военачальник (цзедуши), который в 755 году возглавил масштабное восстание с целью свержения царствующей династии Тан и захватил столицу империи, Чанъань. Восстание Ань Лушаня стало фоном царствований трёх танских императоров и, по некоторым оценкам, унесло жизни 36 млн жителей Китая, или одной шестой части населения Земного шара (на момент событий).

## Ранние годы
Отец Ань Лушаня принадлежал к согдийской знати и был на службе у тюркского кагана (Ань — китайское название Бухары), а по материнской линии из тюрков ашиде. Распад Тюркского каганата и сопровождавшие его междоусобицы принудили семейство Аней бежать ко двору танского императора Сюаньцзуна.
Китайцы издавна ценили военные таланты степняков и охотно продвигали их по службе. Покровителем новоприбывших считался первый министр Ли Линьфу, опасавшийся, что высокопоставленные китайцы, будучи более опытными в придворных интригах, смогут пошатнуть его положение.

## Связи в столице
Ань Лушань впервые упоминается в династической хронике под 736 годом, когда, командуя разведывательным отрядом в южной Маньчжурии, он своим опрометчивым поведением растерял всех солдат, за что был приговорён к казни. Благодаря вмешательству влиятельных покровителей при дворе он был помилован и даже повышен в должности. Как отмечает Лев Гумилёв, «зная продажность дворцовых прихлебателей, он не жалел денег на взятки, и поэтому возвышение его шло быстро» Так, в 741 году Ань Лушань получил начальство над корпусом в Инчжоу. В 742 году, когда пограничные войска преобразованы были в десять корпусов, он стал цзедуши округа Пинлу; в 744 году получил начальство ещё над округом Фаньян, а в 751 году ещё и Хэдун. В 754 году Ань Лушань испросил себе также главное начальство над казёнными табунами и получил его.
Ань Лушань часто покидал армию и приезжал в столицу, где его благосклонно принимал не только сам император, но и его любимая наложница Ян-гуйфэй (одна из четырёх красавиц древности). Необычайно тучный генерал готов был разыгрывать перед нею роль шута. Как-то на день рождения он нарядился в детскую одежду и, прибыв в гарем, был прилюдно «усыновлён» Ян-гуйфэй. Подобные шуточные церемонии порождали слухи о том, что императорскую конкубину и военачальника связывает нечто большее, чем простая приязнь.

## Мятеж
Когда Ли Линьфу умер в 752 году, под начальством Ань Лушаня находились три приграничные провинции из 10, что делало его самым могущественным человеком в армии. Распоряжение казёнными табунами и доходами от подчинённых областей позволяли Ань Лушаню вербовать в своё войско отборных ратников из кочевников, и особенно киданей. Он находил поддержку и среди согдийских купцов, которые повсюду действовали как его соглядатаи, и среди чиновной бюрократии Внутреннего Китая.
В преемники Ли Линьфу в качестве фактического диктатора при слабом императоре метил родственник Ян Гуйфэй по имени Ян Гочжун. Его попытки сместить Ань Лушаня и уравновесить его силу на северо-востоке созданием военной группировки на юге озлобили военачальника. Писавший в середине 755 года поэт Ду Фу сравнил Ань Лушаня с соколом:

Смотрит насупившись, точно дикарь невеселый,

Плечи приподнял, за птицей рвануться готов он;

Кажется, крикнешь, чтоб он полетел за добычей,

И отзовётся тотчас же душа боевая.

Скоро ль он бросится в битву на полчище птичье,

Кровью и перьями ровную степь покрывая?

В конце 755 года Ань Лушань объявил своим закалённым в битвах воинам о поручении императора избавиться от лукавого царедворца и повёл их на столицу империи — Чанъань. В ответ придворные схватили и казнили жившего в столице сына полководца. Всего за месяц бунтовщики овладели восточной столицей Лояном, после чего Ань Лушань перестал прикрываться именем танского правителя и провозгласил себя первым императором новой династии Янь.
Танская армия была мобилизована и заняла удачную позицию в узкой расщелине по руслу Хуанхэ, закрывая тем самым доступ в провинцию Шэньси. Военачальники готовили оборону столицы от повстанцев, однако Ян Гочжун подозревал их в измене. По его указанию танские войска были брошены на восток и в первой же битве смяты повстанцами. Узнав о поражении, император оставил столицу и бежал на запад.

## Гибель
Пока войска Ань Лушаня победоносно продвигались вдоль Великого канала и занимали столицу, законный император находился в плену у собственной стражи, которая отказалась следовать приказам Ян Гочжуна и умертвила его. Стражники потребовали также смерти прекрасной Ян Гуйфэй. После раздумий император согласился. Её смерть была воспета поэтом Бо Цзюйи в знаменитой поэме «Вечная печаль».
Между тем Ань Лушань не покидал Лояна, то ли из-за обострения диабета, то ли из-за другой болезни, которая грозила ему полной слепотой. Внезапные приступы гнева он вымещал кулаками и палкой на приближённых, включая доверенного евнуха Ли Чжуэра. В начале 757 года последний, заручившись поддержкой слабоумного сына Лушаня, заколол спящего хозяина мечом. Некоторое время его смерть скрывали от солдат, потом императором был провозглашён сын Лушаня Ань Цинсюй.

## Значение
Восстание Ань Лушаня, главную роль в котором играли не столько тюркюты, сколько уйгуры, вскрыло слабость Танской державы, которая для охраны своих границ полагалась на степняков-наёмников. Через шесть лет после смерти Ань Лушаня восстание утихло и танский император вернулся в столицу своих предков, да и то ценой прощения вождей повстанцев, которые признавали его власть лишь номинально.
Ань Лушань стал героем тюркских наёмников, которые охраняли северо-восточные рубежи Танской державы. Многие полководцы держали в уме его успехи и надеялись повторить их. Отношение китайцев к иноземцам после Ань Лушаня окрасилось подозрительностью. Вся последующая история династии вплоть до воцарения Сунского дома в 960 году представляет собой непрерывную цепь мятежей и междоусобиц.